# Muzeum Ziemi Lubińskiej w Lubinie
Muzeum Ziemi Lubińskiej im. Jana Wyżykowskiego w Lubinie – muzeum położone w Lubinie. Placówka jest prowadzona przez Towarzystwo Miłośników Ziemi Lubińskiej, a jego siedzibą jest szyb „Bolesław”, należący do KGHM Polska Miedź S.A., położony w bezpośrednim sąsiedztwie drogi krajowej nr 3 (kierunek Polkowice).
Placówka powstała w 2002 roku. W ramach muzealnej wystawy prezentowane są zbiory związane z lubińskim Zagłębiem Miedziowym: maszyny górnicze, minerały miedzi oraz eksponaty związane z historią regionu. Wśród eksponatów znajdują się m.in. zbiory biograficzne związane z osobą Jana Wyżykowskiego oraz wyposażenie i ubiór górniczy. Zrekonstruowano również sztolnię.

Oprócz funkcji wystawienniczej, placówka organizuje również wydarzenia kulturalne (koncerty).
Muzeum nie posiada stałych godzin otwarcia.